# Spekkie en Sproet
Spekkie en Sproet zijn de namen van de hoofdpersonen uit de gelijknamige serie kinderboeken van Vivian den Hollander. De boeken over Spekkie en Sproet kunnen zelf gelezen worden door kinderen van zeven jaar en ouder (niveau AVI 6). De tekeningen in de boeken zijn van Juliette de Wit. De serie wordt uitgegeven door Uitgeverij Ploegsma. Anno 2023 zijn er 21 delen uitgebracht. 